# Ковтунюк Степан
Степан Котунюк (20 серпня 1908, с. Синява, Австро-Угорщина — 16 лютого 1996, м. Тернопіль, Україна) — український священник.

## Життєпис
Степан Котунюк народився 20 серпня 1908 року у селі Синява, нині Збаразької громади Тернопільського району Тернопільської области України.
Закінчив гімназію у м. Тернопіль (1929), навчався в духовній семінарії у м. Станислав (1935, нині Івано-Франківськ). У 1935 році прийняв ієрейське свячення; помічник пароха і катехит у вселюдній (початковій) школі с. Бариш (нині Чортківського району). Від 1939 та під час німецької окупації — катехит у школах в м. Бучач та с. Нагірянка (нині Чортківського району); помічник пароха у с. Нижнів (1939, нині Тлумацького району), помічник пароха і катехит у м. Городенка (1944—1946, нині обидва — Івано-Франківської области). Переїхав на Збаражчину, де проживав нелегально до 1949 олку. Переїхав до с. Великі Дедеркали Шумського району, потім у смт Микулинці Теребовлянського району і смт, нині м. Ланівці. У 1958 році переведений до Центральної ощадної каси в Тернополі, підпільно займався душпастир. роботою.